# Petrovaradin
Petrovaradin (serb. cyr. Петроварадин, węg. Pétervárad, niem. Peterwardein) – miasto w Serbii; w Wojwodinie, w regionie Srem, w okręgu południowobackim; nad Dunajem, naprzeciw Nowego Sadu; 13 973 mieszkańców (2002). Znane z twierdzy zwanej „Gibraltarem Dunaju”. W mieście odbywa się festiwal muzyczny EXIT.

## Historia
Dawna twierdza, XVI – XVIII w. obiekt walk między Austrią a Turcją; 1526–1687 pozostawał w ręku Turków; w 1716 książę Eugeniusz Sabaudzki odniósł tu zwycięstwo nad wielkim wezyrem Silahdarem Ali Paszą; w 1848 miasto zdobyli powstańcy węgierscy, po długim oblężeniu 6 września 1849 musieli go oddać Austriakom. W 1918 został przyłączony do Jugosławii; 2003–2006 w Serbii i Czarnogórze; od 2006 w niepodległej Serbii.

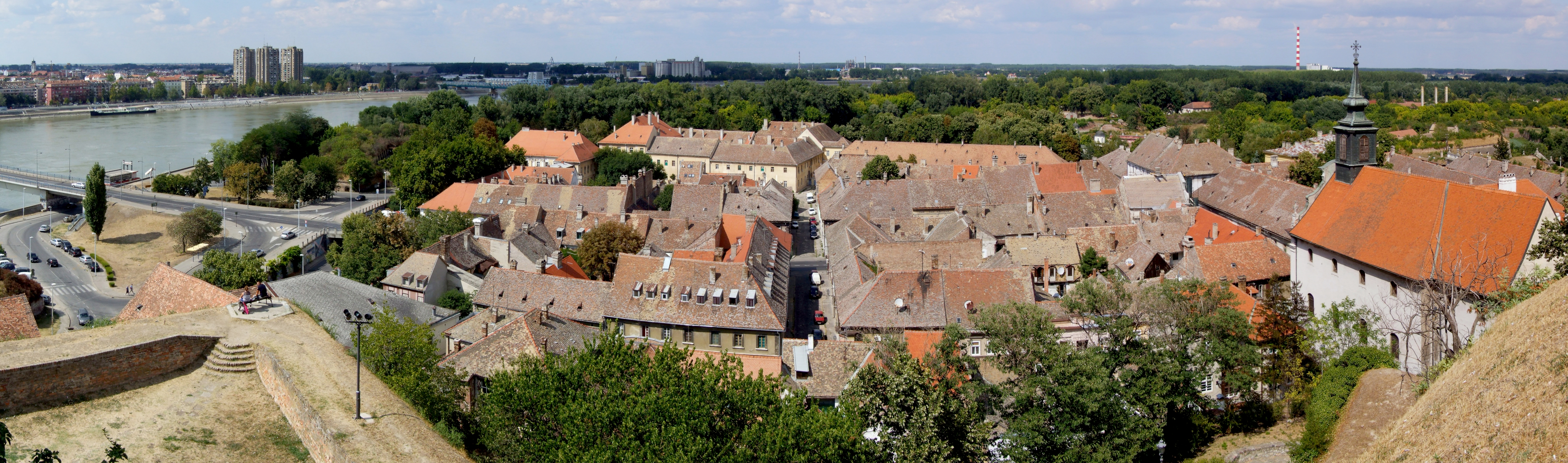
Widok na miasto z murów twierdzy

Galeria zdjęć miasta Petrovaradin
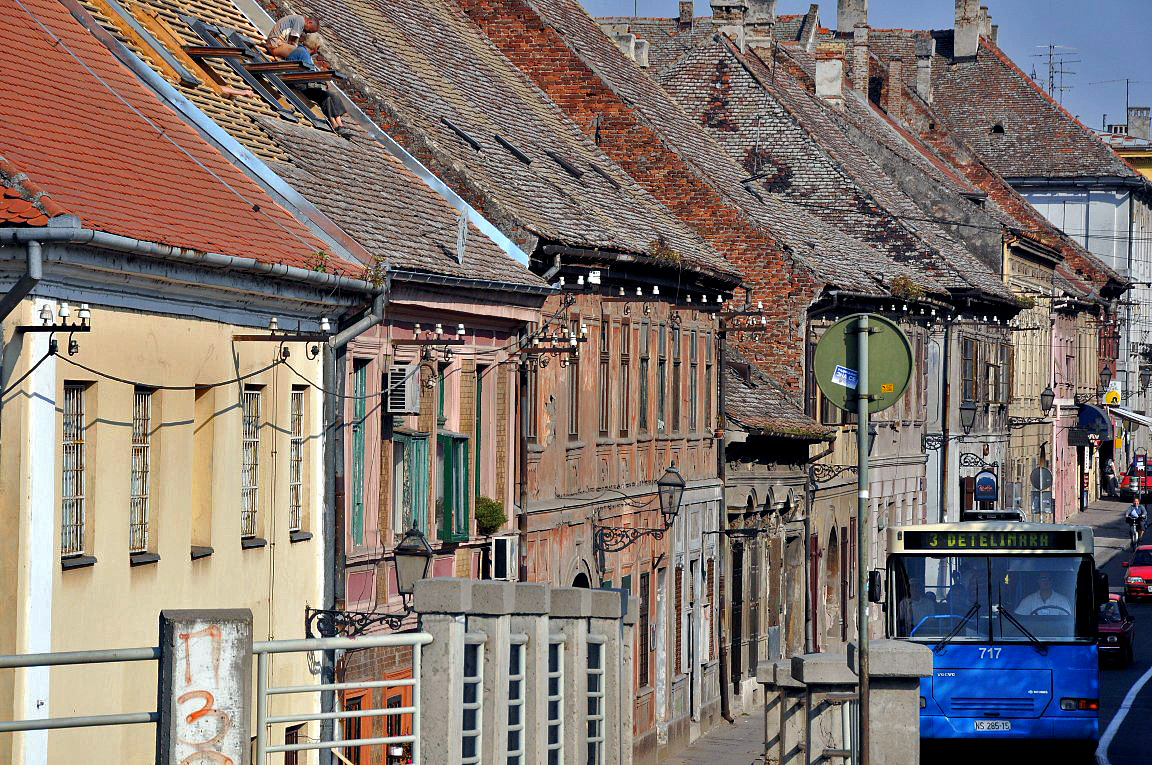
ulica w Petrovaradin
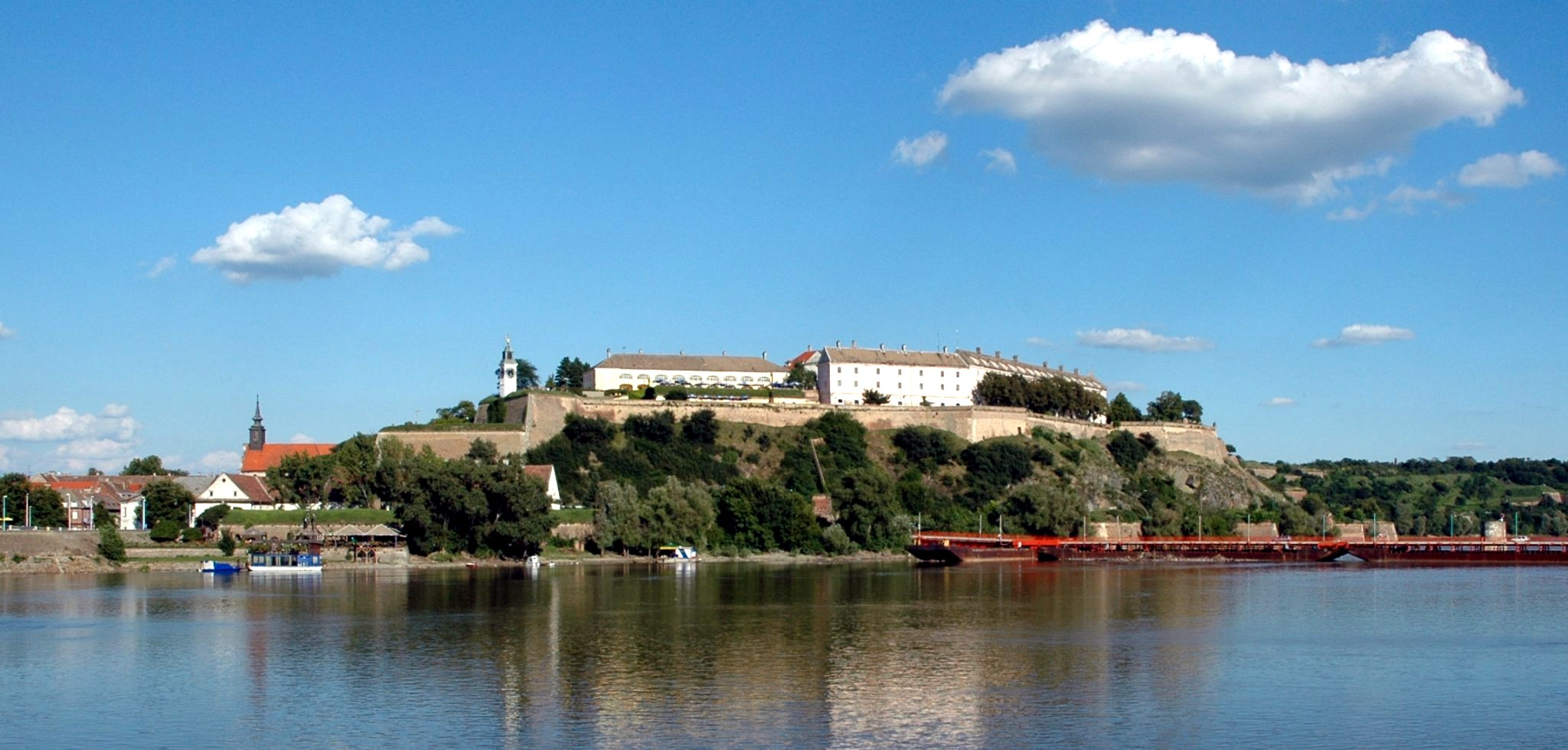
Twierdza Petrovaradin nad Dunajem
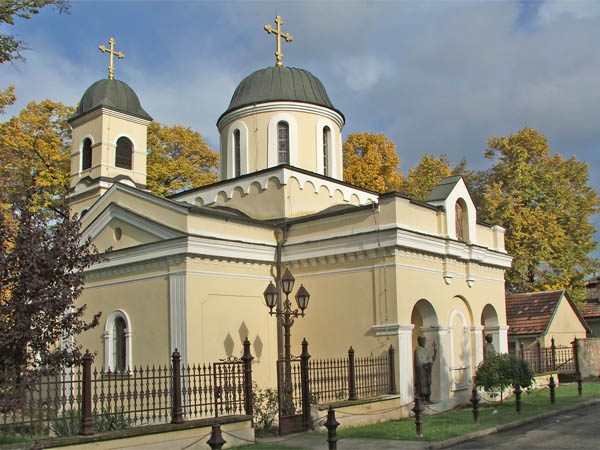
Cerkiew św. Pawła
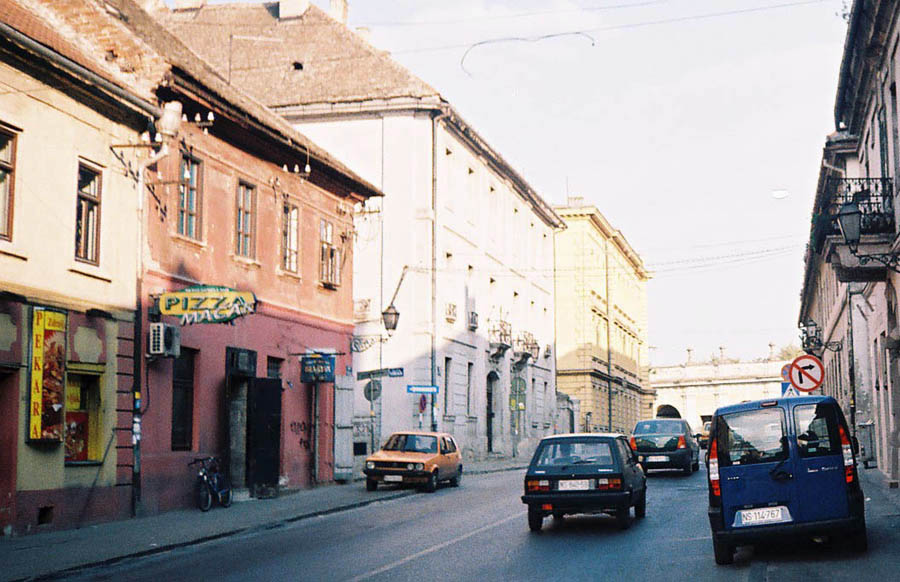
Petrovaradin, Śródmiejska część cytadeli